# ローデシア・ニヤサランド・ポンド

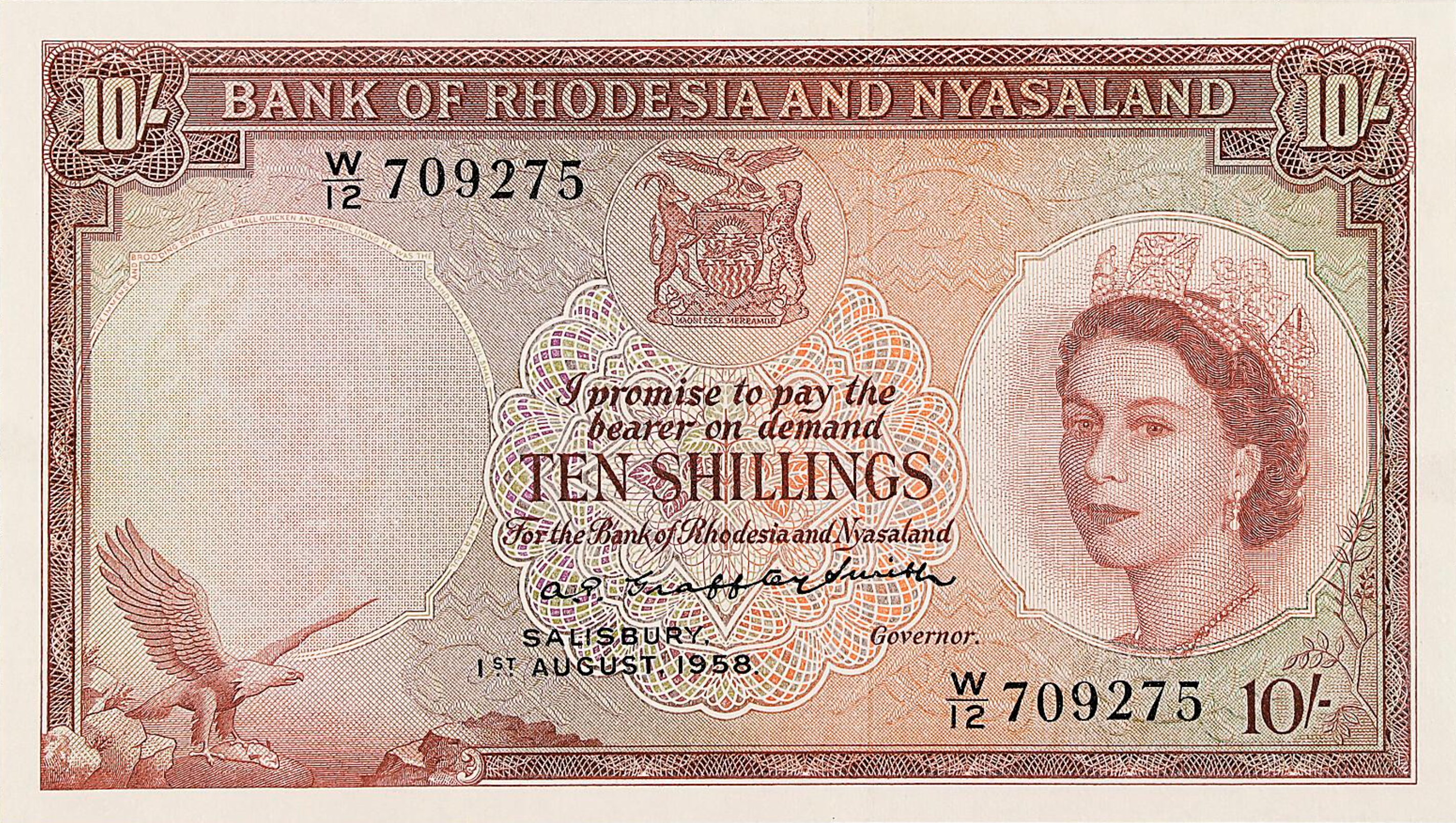
10シリング札

ローデシア・ニヤサランド・ポンド（英語: Rhodesia and Nyasaland pound）は、ローデシア・ニヤサランド連邦で使用されていた通貨。同連邦は1953年に結成され、1956年に新通貨が、南ローデシア・ポンドと等価として導入された。
1964年に同連邦はローデシア、ザンビア、マラウイに分離し、ローデシア・ニヤサランド・ポンドは独立した各国において、それぞれローデシア・ポンド、ザンビア・ポンド、マラウイ・ポンドへと、等価として置き換えられた。
| 先代 南ローデシア・ポンド 理由：連邦結成 比率：等価 | ローデシア・ニヤサランド連邦の通貨 1956 – 1964 | 次代 マラウイ・ポンド 地域：マラウイ （以前のニヤサランド） 理由：独立 比率：等価         |
| 先代 南ローデシア・ポンド 理由：連邦結成 比率：等価 | ローデシア・ニヤサランド連邦の通貨 1956 – 1964 | 次代 ローデシア・ポンド 地域：ローデシア （以前の南ローデシア） 理由：連邦解体 比率：等価 |
| 先代 南ローデシア・ポンド 理由：連邦結成 比率：等価 | ローデシア・ニヤサランド連邦の通貨 1956 – 1964 | 次代 ザンビア・ポンド 地域：ザンビア （以前の南ローデシア） 理由：独立 比率：等価         |